# Montelupo Fiorentino
Montelupo Fiorentino település Olaszországban, Toszkána régióban, Firenze megyében. Lakosainak száma 14 187 fő (2023. január 1.). Montelupo Fiorentino Capraia e Limite, Empoli, Lastra a Signa, Carmignano és Montespertoli községekkel határos.

## Népesség
A település lakossága az elmúlt években az alábbi módon változott:
| Lakosok száma | 13 970 | 14 247 | 14 187 |
|               | 2013   | 2018   | 2023   |